# Criterios diagnósticos de investigación
Los criterios diagnósticos de investigación (RDC por sus siglas en inglés: Research Diagnostic Criteria) son descripciones de diagnósticos psiquiátricos publicadas por Spitzer, Endicott y Robins en 1975, a partir de la modificación y extensión —de quince a veinticinco diagnósticos— de los criterios de Feighner. Su desarrollo obedeció al objetivo de «proporcionar a los investigadores un conjunto de criterios para describir o seleccionar a los grupos de estudio» y fueron, asimismo, fundamentales para la construcción de la tercera edición del Manual diagnóstico y estadístico de los trastornos mentales de la Asociación Estadounidense de Psiquiatría.

## Desarrollo
Durante la década de 1960, los investigadores Robert L. Spitzer, Jean Endicott y otros psiquiatras del Instituto Psiquiátrico del Estado de Nueva York (Estados Unidos) habían trabajado dentro del ámbito de la diagnosis psiquiátrica y sus esfuerzos resultaron en entrevistas diagnósticas estructuradas y en un algoritmo de programación denominado DIAGNO. Se hicieron tres revisiones de ese algoritmo, basado en escalas, diagnósticos de las primeras dos ediciones del Manual diagnóstico y estadístico de los trastornos mentales (DSM por sus siglas en inglés), entrevistas estructuradas y otros datos, como edad y sexo. Al mismo tiempo, los médicos de la Universidad Washington en San Luis —considerados neokraepelinianos por su adhesión a las ideas de Emil Kraepelin— hicieron sus propios «acercamientos más sistemáticos y empíricamente respaldados al diagnóstico» psiquiátrico y, como resultado, en 1972 publicaron los criterios de Feighner, descripciones de quince diagnósticos basados en la revisión de mil artículos.
Spitzer, a su vez, dirigía un comité encargado de elaborar unos criterios diagnósticos y una entrevista clínica que estandarizaran la valoración de los posibles casos de depresión dentro de un programa del Instituto Nacional de Salud Mental (NIHM por sus siglas en inglés). Según el propio investigador, se le sugirió trabajar con Eli Robins y sus colegas de la Universidad Washington, sitio que visitó al menos seis ocasiones entre 1972 y 1974. En ese periodo, colaboró con Robins y Jean Endicott para la construcción de los criterios diagnósticos de investigación (RDC por el inglés Research Diagnostic Criteria), a partir de los criterios de Feighner. Como resultado, añadieron diez descripciones más, algunas basadas en evidencia, pero otras «aparecían como resultado del consenso de expertos en un intento de hacer operativos conceptos cuya importancia diagnóstica se basaba fundamentalmente en la sabiduría clínica». Según Endicott, su interacción con Robins y los criterios de Feighner les instó a prestar atención también al curso de la enfermedad y al pronóstico, y no únicamente, como lo habían hecho hasta ese momento, en el cuadro clínico. En junio de 1974, se presentaron en una conferencia por vez primera los RDC y un año después se publicaron en un reporte sobre fiabilidad.

## Descripción
Aftab y Csernansky (2020) plantean que mientras los criterios de Feighner se centraron en mejorar la validez, Spitzer y colaboradores tenían como principal interés establecer fiabilidad, para cuya medición fueron de los primeros en utilizar el coeficiente kappa. La versión final de los RDC se publicó en 1978, en un artículo en la revista académica Archives of General Psychiatry titulado «Research Diagnostic Criteria: Rationale and Reliability». En él los autores afirmaban que «una de las principales fuentes de discrepancia [diagnóstica] es la divergencia de criterios, es decir, las diferencias en los criterios formales de inclusión y exclusión usados por los médicos para integrar los diagnósticos psiquiátricos». En este sentido, resaltaban la falta de «criterios [diagnósticos] explícitos» en las primeras dos ediciones del DSM. Los RDC integraban veinticinco categorías diagnósticas y añadían «cuadros complejos que remiten a niveles de inferencia clínica profundos, tales como los desórdenes de la personalidad y los estados esquizoafectivos». Por su parte, desarrollaban subclasificaciones, como en el caso del trastorno depresivo mayor y de la esquizofrenia —en la que los criterios de Feighner se limitaron a una única forma crónica—.
Cada una de las veinticinco categorías diagnósticas presentaba sus criterios de inclusión y exclusión, que abarcaban elementos tales como los síntomas, la duración o el curso de la enfermedad y la discapacidad resultante. Asimismo, se incluyó una categoría para «otros trastornos psiquiátricos» con la intención de «evitar los falsos positivos y posiblemente incrementar los falsos negativos». Al respecto, Ortega Soto (1996) señala que para los autores era más preferible evitar los falsos positivos que los falsos negativos, de tal forma que diseñaron como un «sistema de clasificación con una alta especificidad». Para integrar los diagnósticos eran necesarias las valoraciones directas por medio de entrevistas enfocadas o guías de entrevista estructurada y escalas de evaluación. En este sentido, los autores de los RDC también desarrollaron una nueva entrevista estructurada —«Schedules for Affective Disorders and Schizophrenia (SADS)» o «Cédula para Trastornos Afectivos y Esquizofrenia»—. En algunas categorías se añadían criterios para considerarlas probables o definidas, y todas requerían que las manifestaciones no estuvieran explicadas por condiciones físicas.
Las categorías que abarcaban los criterios diagnósticos de investigación son: esquizofrenia, «trastorno esquizoafectivo maníaco» y «trastorno esquizoafectivo depresivo», «trastorno maníaco», «trastorno hipomaníaco», «bipolar con manía (bipolar I)», «bipolar con hipomanía (bipolar II)», trastorno depresivo mayor, trastorno depresivo menor, «trastorno depresivo intermitente», trastorno de pánico, trastorno de ansiedad generalizada, «personalidad ciclotímica», «personalidad lábil», síndrome de Briquet, «personalidad antisocial», alcoholismo, trastorno por uso de sustancias, trastorno obsesivo-compulsivo, trastorno fóbico, «psicosis funcional no especificada», «otros trastornos psiquiátricos», «características esquizotípicas», «actualmente sin enfermedad mental», «nunca con enfermedad mental».

## Impacto
De acuerdo con Farmer, McGuffin y Williams (2002), los RDC y los criterios de Feighner fueron muy utilizados y tuvieron mucha influencia en el desarrollo de la tercera edición del Manual diagnóstico y estadístico de los trastornos mentales. Por sí solos, los criterios diagnósticos de investigación, por su uso de «sabiduría clínica» para respaldar algunas de sus descripciones, representaron «la base del modelo de consenso clínico de expertos empleado en el desarrollo del DSM-III» para las categorías con poco o ningún respaldo empírico disponible. En este sentido, según de León (2014), la tercera edición del DSM pareció centrarse en la «democracia diagnóstica» —«acuerdo entre los expertos»— y la «fiabilidad entre observadores». Los RDC fueron la «base directa e inmediata» de esa edición, sin embargo, el «afán normatizador» y los «disímiles intereses» —afirman Garre y Sánchez (2020)— elevaron las veinticinco categorías de los criterios diagnósticos de investigación a 265 categorías agrupadas en diecisiete áreas en el DSM-III.